# Bedanec
Bedanec je literarni lik slovenskega avtorja Josipa Vandota. Nastopa v povesti Kekec nad samotnim breznom in dveh filmih o Kekcu, Kekec in Kekčeve ukane.

## Film Kekec (1951)
Bedanec priveže ob drevo zeliščarja Kosobrina in ukrade Minko, njegovo deklo. Kekec možička reši in pade v past razjarjenega orjaka, ki mu ponudi svobodo pod pogojem, da mu Kekec pomaga najti njegovo deklo. Pastir ponudbo zavrne. Bedanec ponovno ujame Kosobrina, ki od strahu omedli, Bedanec pa zbeži, misleč, da je mrtev. Kekec Kosobrina z vrvjo izvleče čez gorsko steno. Bedanec išče skrivni rov, ki pelje do Kosobrinove koče - tja mu Kekec nastavi sovo, ki se je Bedanec hudo boji, zato zbeži in obvisi ujet na vejo nad breznom; Kekec ga reši pod pogojem, da bo zapustil njegove kraje. Bedanec drži obljubo, zažge svojo kočo in odide, Kekec pa se vrne v domačo vas.

## Značilnosti
Bedanec je močan divji lovec, ki ustrahuje Kekca in druge prebivalce planin, vendar ga Kekec vedno ukani.

## Dela

### Književna
- Kekec nad samotnim breznom
- Kekec in Bedanec

### Filmi
- Kekec
- Srečno, Kekec
- Kekčeve ukane